# Spider (Band)
Spider war eine US-amerikanische Rockband aus New York.

## Diskografie

### Studioalben
| Jahr | Titel             | Höchstplatzierung, Gesamtwochen, AuszeichnungChartsChartplatzierungen (Jahr, Titel, Platzierungen, Wochen, Auszeichnungen, Anmerkungen) | Anmerkungen                |
| Jahr | Titel             | US | Anmerkungen                |
| ---- | ----------------- | --- | -------------------------- |
| 1980 | Spider            | US130 (10 Wo.)US | Erstveröffentlichung: 1980 |
| 1981 | Between the Lines | US185 (2 Wo.)US | Erstveröffentlichung: 1981 |

### Singles
| Jahr | Titel Album                           | Höchstplatzierung, Gesamtwochen, AuszeichnungChartsChartplatzierungen (Jahr, Titel, Album, Platzierungen, Wochen, Auszeichnungen, Anmerkungen) | Anmerkungen                      |
| Jahr | Titel Album                           | US | Anmerkungen                      |
| ---- | ------------------------------------- | --- | -------------------------------- |
| 1980 | New Romance (It’s a Mystery) Spider   | US39 (11 Wo.)US | Erstveröffentlichung: April 1980 |
| 1980 | Everything is Alright Spider          | US86 (3 Wo.)US | Erstveröffentlichung: Juli 1980  |
| 1981 | It Didn’t Take Long Between the Lines | US43 (10 Wo.)US | Erstveröffentlichung: Mai 1981   |

Weitere Singles
- 1980: Little Darlin’
- 1981: Better Be Good to Me